# 竹下しんいち
竹下 しんいち（たけした しんいち、1974年11月16日 - ）は、日本の実業家、起業家、講演会講師、専門学校講師。日本のタレントマネージメント企業、株式会社bamd’s companyの創業者。

## 出演
※出典

### MC
- 今宮戎福娘コンテスト
- 宝恵籠行列出発式

### 講演会
- 兵庫県村野工業高等学校教員対象講演会
- たつの市役所揖龍少年育成センター職員対象講演会
- 就職懇談会大阪会場 基調講演
- 三木北高校保護者対象 今どきの親子のコミュニケーション講座

### 舞台

#### ミュージカル
- パートタイムハイスクール
- 明日の空へ
- 四月の雪
- Let’s ウェディング
- 認知症ミュージカル『心に訪ねて』主演
- サテライト自主公演『揺れない心』、『 Feel 』

#### 劇団
- 旗揚げ公演 「夢の音がきこえる」主演
- ザ・ドクターイエロー

### TV
- NHKドラマ『なにわ少年探偵団』、『バブル』、『料理少年 K タロー』、『ネットバイオレンス』

### CM
- 開成教育セミナー
- 読売文化センター
- 西宮市政だより
- アイ工務店
- 天美住建

### その他
- 放送芸術学院専門学校
- 大阪アニメ・声優＆ e スポーツ専門学校
- OCA 大阪デザイン＆ IT 専門学校
- JEUGIAカルチャーセンター講師
- 株式会社ライセンスアカデミー専属講演会講師
- キャンパスアクター
- スーパーバイザー
- 経営コンサルタント講師
- ブライダルショー
- トークモデル

## 脚本・演出作品

### 2012年
- ひみつのチョコレート
- まさかのメリークリスマス

### 2013年
- 夢の音がきこえる…リビエール小ホール キャプテンフック役
- ＦＵ ＪＩ ＴＳＵ
- 硝子のサンクチュアリ
- 夏がくれたミラクル
- つぎはぎのポートレイト
- まさかのメリークリスマス ２

### 2014年
- 音ソ
- 夜桜…講師役
- 夢の音がきこえる～AgainAgain～…キャプテンフック役
- メタモルフォーゼ～謎はすべて解けたけど～

### 2015年
- ２０才のシナリオ～思ってたんとチガウ！縦社会～
- パピプペポスト～おかあさんもいっしょ～
- 夏がくれたミラクル２０１５…元大御所歌手役
- 硝子のサンクチュアリ２０１５…兄役
- 夢の音がきこえる～高校芸術鑑賞編～…フック役
- 夢の音がきこえる～クリスマスバージョン～…フック役

### 2016年
- パンク～真夜中の探偵さん～…福本役
- 霧の中の星屑たち…上田役
- 冬がくれたミラクル

### 2017年
- TTOOOO MUCHMUCH PAINPAIN
- きのうのホンマはきょうのウソ

### 2018年
- 竹下しんいちのフューチャーライブ
- 夢の音がきこえる
- 未来はボクらの手の中

### 2019年
- チェインギャング
- ラインを越えて
- 夢の音がきこえる

### 2021年
- あしたのハート～鬼のこころ～